# Старші Аркани
Старші Аркани — це іменовані або пронумеровані карти в картомантичній колоді Таро. Таку назву спочатку дали окультисти козирним картам звичайної колоди Таро, яка використовується для карткових ігор. У стандартній колоді з 78 таких карт зазвичай 22, пронумеровані від 0 до 21.

## Старші аркани[2]

### * 0 «Дурень» («Блазень»)
Весела, сповнена радістю молода людина йде дорогою життя. Йде прямо у прірву, зовсім не помічаючи небезпеки. Одягнена вона в одяг блазня, голову прикрашає ковпак, на плечі лежить палиця з мішком, який символізує його невибагливий життєвий багаж. Нехай і скромний, але сповнений радощами й помилками.
Ця карта Таро символізує простоту, відкритість, щире здивування, спонтанність, починання всього з нуля, цікавість.
Карта означає, що Ви йдете шляхом, звернути з якого швидше за все не вийде, адже Вас веде ним сама доля. І потрібно йти цією стежкою сподіваючись на удачу і поблажливість згори. Блазень також означає, що людина не керує ситуацією, а також різноманітні несподівані обставини й ситуації на життєвому шляху. Блазень — символізує нерозсудливість і простоту сприйняття.

### * 1 «Маг»
Перед магом на столі лежать меч, пентакль, кубок і посох — символи чотирьох мастей молодших арканів. Він піднімає догори жезл. Одягнений маг в білий одяг.
Маг являє собою ворожбитів, якщо він чоловік, якщо ж той, хто запитує є жінкою, то ця карта означає зміну стану. Маг символізує дію, ініціативу, волевиявлення, спритність і здатність до переконання. Маг — це авторитетний майстер, який здатен вести за собою інших. Але разом з тим Аркан попереджає про те, що людина занадто вірить своїм ілюзіям і переконанням. І не просто вірить, а й може нав'язати їх іншим. Маг сам контролює весь процес. Він — символ успішності. В області особистих стосунків Маг означає захоплення, прихильність.

### * 2 «Жриця»
Біля входу до храму сидить Жриця. Обличчя приховано напівпрозорою накидкою, яка символізує таємницю. У руці — сувій.
Жриця означає жінку, яка ворожить якщо ж той, хто запитує є чоловіком, то карта символізує науку, окультне знання, містицизм і пророцтва.
Жриця символізує таємничість, загадку, незвідане, інтуїцію. Цей образ пов'язаний з внутрішнім голосом, поблажливістю, терпінням. У разі, коли питання ворожбитів стосується роботи — карта говорить про повну самовіддачу, довіру, допомогу.
Жриця є символом жіночої сторони людини й особистості, разом з цим чуттєве співчуття може переплітатися з підступністю.

### * 3 «Імператриця»
На троні сидить жінка в золотій короні, тримаючи в руці скіпетр. Від усієї постаті Імператриці віє впевненістю і спокоєм. Ця впевненість ґрунтується на її глибокому життєвому досвіді й сокровенних таємних знаннях.
Імператриця символізує материнське начало, вагітність, родючість, сили природи, зростання. Також силу карти асоціюють з творчістю, змінами, розкриттям талантів. Разом з тим Імператриця символізує лад, традиції, догми. Значення карти Таро Імператриця наступне: це мати, яка навчає свою дитину життєвим нормам, засадам та поняттями, але одночасно з цим з радістю спостерігає за її розвитком і ростом, опануванням усього нового.
Аркан Імператриця свідчить про наявність творчого потенціалу, про самореалізацію.

### * 4 «Імператор»
На троні сидить чоловік у королівському вбранні й від нього йде відчуття влади та впевненості. Праву руку його прикрашає жезл Венери, який символізує владу.
Імператор символізує господаря ситуації, можновладця, заступництво і силу, стабільність і порядок. У справах особистого характеру Аркан вказує на міцні відносини, турботу і надійність, яка вимагає бути сильним і витривалим.
Карта Імператора позначає чоловіче начало з такими чоловічими якостями як воля, владність, сила, сміливість і т.д.

### * 5 «Ієрофант»
Жрець, який сидить на троні. Біля його ніг — паства. Він благословляє людей. Одяг його червоного кольору — символ зовнішньої влади.
Жрець символізує знання і віру, яка приходить ззовні. Це може бути й вчитель, який знаходиться на більш високому рівні розвитку і підтримка вищих духовних сил. Жрець — символ святого, знак розуміння, довіри й доброти, покликання. Символізує довіру один одному в справах особистого характеру, союз, шлюб.
Жрець — авторитетна людина, представник закону в хорошому сенсі й маніпулятор, злий вчитель в поганому трактуванні.

### * 6 «Закохані» («Вибір»)
На карті молодий юнак поруч з дівчиною і за ними Бог кохання, ширяє на тлі сонячних променів.
Карта символізує свободу волевиявлення, сердечні справи, кохання, вірність. В роботі означає відданість, працівника цілковито зануреного у справу. Карта вказує на ситуацію вибору, після якого людина здатна перейти на вищий щабель духовного розвитку. У життєвих справах свідчить про деяку скруту і можливий вихід з неї.
Закохані символізують всі небезпеки пов'язані з почуттям кохання — сумніви, нерішучість, нестабільність.

### * 7 «Колісниця»
На цій карті Таро зображено людину на колісниці у військових обладунках. Вона з упевненістю дивиться вдалечінь.
Карта Колісниця означає подолання перешкод і досягнення поставленої мети. Карта символізує сміливість, спрагу нового, впевненість в майбутньому. У професійній сфері Колісниця означає нову роботу, посаду, можливо відкриття своєї справи. Аркан — символ досягнень завдяки впевненості в собі й власних зусиль і певною мірою підтримки вищих сил. Людина, зображена на карті — це переможець.
В особистих справах Колісниця свідчить про нові знайомства, свіжі мотиви у стосунках. Також карта може означати сухопутну подорож, або сам транспортний засіб і все, що пов'язано з ним.

### * 8 «Справедливість» («Правосуддя»)
На карті зображено жінку з зав'язаними очима, в руках якої меч і ваги — символи правосуддя. Погляд її спрямований вперед прямо і неупереджено.
Карта символізує справедливість, правосуддя, рівновагу, ясність судження, розумність прийняття рішення, свідомість відповідальності за свої діяння. У професійній сфері Аркан означає що настав час пожинати плоди своїх попередніх діянь. В особистих стосунках карта говорить про рівність, рівновагу сил.
У поєднанні з несприятливими картами, або у перевернутому вигляді — втрати, складнощі з законом, упереджені рішення.

### * 9 «Пустельник» («Відлюдник»)
Пустелею не поспішаючи йде старий з палицею в одній руці й з ліхтарем в інший. Голова його вкрита капюшоном.
Карта символізує самотність, занурення в себе, спокій, духовний пошук, серйозність, відхід від життєвої суєти, позбавлення від чужої системи поглядів, обережність. Аркан символізує перемогу над своїми бажаннями й пристрастями, вміння керувати своїми емоціями. Також карта свідчить про наявність розважливості. У професійній сфері — перегляд колишніх цілей і прагнень. В особистих справах — спокій удвох або на самоті.
У поєднанні з несприятливими картами, або у перевернутому вигляді, може означати необхідність дотримання обережності, наявність прихованих ворогів та інтриг.

### * 10 «Колесо Фортуни»
На карті зображено колесо фортуни, яке обертається навколо своєї осі. На його вершині сидить сфінкс з мечем, символом влади, виконуючи накази долі, які неможливо заперечити.
Карта символізує долю і рок, щастя, удачу і невдачу. Якщо пощастило, то людина піднімається вгору колесом фортуни, але якщо удача відвернулася — падіння вниз неминуче. Колесо фортуни — це символ долі, доленосних вчинків, подій і фатальних рішень, несподіваних змін, збігів, щасливих і нещасних випадків. У професійній сфері карта свідчить про буденність, віщуючи швидкі зміни. В особистому житті Аркан символізує доленосні події.
Якщо ж оточуючі карти несприятливі, або карта Таро у перевернутому вигляді — означає нещастя і перешкоди на шляху.

### * 11 «Сила»
На карті ми бачимо дівчину, яка приручила лева. Вона куйовдить його за гриву, підкоривши й підпорядкувавши його собі. Над дівчиною — символ нескінченності.
Карта є символом сили духу, яка підкорює фізичну силу і перемагає інстинкти. Сила — символ рівноваги між розумом і інстинктом. Аркан вказує на можливість чинити опір несприятливим життєвим факторам. За особистого розкладу карта Сила означає, що людина на цьому етапі є господарем своєї долі, але потрібно знати, що це можливо лише за наявності внутрішньої духовної сили.
Карта вказує на захопленість, пристрасті, драматизм і готовність до бою.

### * 12 «Повішаний»
На перекладині висить людина, прив'язана за ногу. Інша нога закладена за неї таким чином, що вони утворюють хрест, в той час, як руки людини зв'язані за спиною. В його очах його можна прочитати скорботу і горе.
Ця карта символізує випробування, мінливості долі, самозречення і жертву. Але жертву не як втрату чогось важливого і значимого, а як віддачу для отримання чогось більш дорогого. Аркан вказує на переосмислення існуючого стану речей, затримку, спад. Карта є символом проникнення в сутність речей і подій. В особистій сфері карта свідчить про збереження теперішнього стану.
Поруч з негативними картами, або у перевернутому вигляді, ця карта Таро свідчить про те, що жертва була марною.

### * 13 «Смерть»
На тлі сірого неба на коні сидить смерть. Під ногами коня — покалічені трупи людей.
Карта символізує кінець, розлуку, втрату, але одночасно і зміни, перетворення, перехід з одного стану в інший. У професійній сфері — це кінець попередньої діяльності; в особистому — закінчення чергового періоду відносин, можливо розставання. Аркан свідчить про розставання з колишніми засадами, уявленнями про себе, про світ.
Це карта поганого передвістя, карта кінця.

### * 14 «Помірність» («Час»)
Молода жінка з ангельськими крилами, ллє рідину з однієї судини до іншої, не проливаючи при цьому ані краплі. Її лоб прикрашений квіткою.
Це карта символізує гармонію, умиротворення, спокій, мир, здоров'я, зцілення. Це символ любові до себе й до інших. У професійному відношенні карта свідчить про радість праці, приємну робочу атмосферу. Карта є символом любові і прихильності, спорідненості душ. Характеризуючи людину, карта свідчить про її дружелюбність, контроль своїх емоцій і настрою.
В оточенні несприятливих карт, або у перевернутому вигляді — зайва витрата коштів, нестриманість, непередбачуваність, фанатизм і неврівноваженість.

### * 15 «Диявол»
На карті зображена оголена фігура диявола. На його лобі зображена перевернута пентаграма — символ занепаду і загибелі всього духовного в людині. Біля його ніг, оголені й пов'язані ланцюгами гріха чоловік і жінка.
Ця карта Таро символізує зло, гріх і спокусу. Вона відображає принцип випробування у важкій ситуації — чи зможе людина впоратися з нею і до яких засобів вона для цього звернеться. Цей Аркан — символ залежності, нестриманості, зради, зради своїх принципів. Карта свідчить про переважання матеріальних цінностей над духовними, вказує на небезпеку, в гонитві за ними, можливість опуститися ще нижче. У професійній сфері карта означає ймовірність брудних справ під виглядом благих, про шантаж. В особистій сфері — плутанина, покірність, маніпуляції, секс.
Також карта передбачає хвороби, слабкість і незахищеність.

### * 16 «Вежа»
На карті зображена вежа, в яку вдаряє блискавка, руйнуючи її. З вежі в прірву падають люди.
Вежа символізує руйнування, катастрофу, землетрус. Неминучість події пронизує всі зображення Аркана і неважливо ваше місце у світовій ієрархії. Час руйнування настав і ваш світ знищується силами, з якими ви несила впоратися. Карта говорить про розбиті надії, про аварію. У професійній сфері Аркан попереджає про можливе звільнення, скандал, різкі зміни. В особистій сфері карта вказує на розрив відносин, шокуючу новину. Карта Вежа символізує життєву кризу, руйнування старих уявлень, які мають змінитися новими, більш плідними.
Ця карта Таро символізує зміну етапів життя. І ця зміна проходить далеко не безболісно, можливі серйозні потрясіння, які потрібно пережити гідно.

### * 17 «Зірка»
На карті зображена молода оголена дівчина під зоряним небом. Вона тримає в руках дві посудини з яких випливають рідини в річку і на берег. Вся обстановка просякнута спокоєм і умиротворенням, гармонією.
Зірка символізує надію, майбутнє, впевненість у завтрашньому дні, стабільність довгострокової перспективи, щастя, успіх. Це Аркан янгола-охоронця. У професійній сфері карта свідчить про перспективну роботу, благополучний результат питання, досягненні задуманого. В особистій сфері — союз з великим перспективним майбутнім. У питаннях здоров'я карта передбачає одужання, позитивний прогноз.
Аркан є символом надії, проте в оточенні несприятливих карт, або у перевернутому вигляді — його відсутність.

### * 18 «Місяць»
На карті зображено горбистий краєвид, який простягається до самого небокраю, де з обох боків його оточують вежі. На землю безтурботно дивиться місяць. На передньому плані видно 2 собаки й червоний рак, який виповзає з води.
Карта символізує ніч, простір темряви, невпевненості, страху і кошмарів. Образи підсвідомості, сновидіння, потяги й неясність — все це Аркан Місяць. У професійній сфері карта свідчить про неясності й боязкості. В особистих стосунках — на ревнощі й незадоволення в захопленнях. Іноді ще Аркан називають Сутінки — блукання в сутінках особистої душі не розбираючи дороги й не розуміючи того, куди насправді йде людина.
Карта говорить про відсутність в житті чітко поставлених цілей і завдань, про розвинену інтуїцію, вміння спілкуватися з людьми й про володіння здібностями до вивчення таємних знань.

### * 19 «Сонце»
На карті зображена дитина на коні, над головою якої сяє сонце. Навколо чарівний сад. Позаду видно стіну, яка є символом перепон, які благополучно подолані. Вся обстановка просякнута безмежним щастям і радістю. Сонце сяє і зігріває все навколо.
Карта Таро Сонце символізує щастя, життєрадісність, енергію та ентузіазм. Це карта позитивних змін, креативності, нової енергії. У професійній сфері Аркан Сонце свідчить про впевненість у собі, успіх, відродження, приплив сил. В особистих стосунках карта говорить про те, що зараз перед вами весь світ, хапайте успіх — ви неперевершені. Під час ворожіння на ситуацію ця карта Таро обіцяє позитив успіх і щастя.
Аркан є символом оптимізму і щастя, проте в оточенні несприятливих карт, або у перевернутому вигляді — їх відсутність.

### * 20 «Страшний суд» («Суд»)
На карті зображено ангела, який дме в трубу і під ці урочисті звуки, з могил піднімаються раніше поховані люди. Вони прокинулися для нового, більш світлого і радісного життя.
Карта символізує воскресіння, відкриття скарбів, чарівний поцілунок, відродження, перемогу добра над злом, звільнення. У професійній сфері Аркан свідчить про успішне закінчення, порятунок, покликання. В особистій сфері — справжній союз, скарб. Карта Таро, яка випала під час розкладу на ситуацію свідчить про зміни на краще.
У будь-якому випадку, попри початковий сенс, карта означає зміну положення, яка може бути як сприятливою, так і несприятливої залежно від розкладу.

### * 21 «Світ»
На карті зображено постать оголеної жінки, яка тримає в руках два жезли — символи любові й мудрості. Обличчя її зображує радість, торжество і натхнення.
Карта символізує знайдений рай, вшанування героя, досягнення мети, здобуття місця в житті, пік подій, щасливий кінець, гармонію. У професійній області значення карти вказує на знаходження покликання, призначення в професії. В особистій сфері — міцний союз, згода, щастя. Цей Аркан є символом перемоги людини над своїми слабкостями й недоліками, які тягнуть її до низу — до землі й матеріального.
Карта вказує на набуття внутрішньої рівноваги, відділення істинних цінностей від випадкових, вміння керувати своєю долею.